# Maremoto: No hay escape
Maremoto: No hay escape (título original: Tidal Wave: No Escape) es un telefilme de acción estadounidense de 1997 dirigido por George Miller y protagonizado por Corbin Bernsen, Julianne Phillips y Gregg Henry. Fue estrenado el 5 de mayo de 1997.

## Argumento
Un día dos tsunamis devastan las costas de Japón y Estados Unidos en rápida sucesión. Para buscar la causa de la correspondiente, las autoridades traen de vuelta de su retiro al premio Nobel John Wahl como consultor.
Sin embargo pronto se hace evidente que los dos tsunamis fueron creados artificialmente ya que un extorsionador exige entonces mil millones de dólares amenazando además con sumergir todo San Diego en un tsunami masivo si las autoridades no ceden a su exigencia.

## Reparto
| Actor                  | Personaje      |
| ---------------------- | -------------- |
| Corbin Bernsen         | John Wahl      |
| Julianne Phillips      | Jessica Weaver |
| Gregg Henry            | Edgar Purcell  |
| Larry Brandenburg      | Frank Brisick  |
| Lawrence Hilton-Jacobs | Marlan Clark   |
| Harve Presnell         | Stanley Schiff |
| Aki Aleong             | Dr. Agamo      |
| Gene Wolande           | Jules Benard   |

## Recepción
Hoy en día la película ha sido valorada en portales cinematográficos. En IMDb, por ejemplo, con 677 votos registrados, el largometraje obtiene una media ponderada de 5,9 sobre 10. En cuanto a Rotten Tomatoes, los más de 1000 votos registrados allí le dieron una valoración media de 2,4 de 5. También hay que mencionar, que en el periódico La Vanguardia el 52 % de los usuarios registrados le dan una valoración positiva a la película.